# Francisco Savín
Francisco Savín Vázquez (Ciudad de México, 1929- Ciudad Satélite, Estado de México, 26 de enero de 2018), fue un director de orquesta, pianista y compositor mexicano.

## Biografía
En la Ciudad de México estudió armonía con Alfonso de Elías, composición con Rodolfo Halffter y dirección de orquesta  con Luis Herrera de la Fuente.
Uno de sus principales maestros de dirección de orquesta, fue Sergiu Celibidache. En 1958 fue a Praga, donde continuó sus estudios de composición y dirección en la Escuela Superior de la Academia de Música bajo la guía del director alemán Hermann Scherchen. En Praga se interpretó su obra Quetzalcóatl (1957) para orquesta y dos narradores.

## Dirección de orquesta
A su regreso a México en 1960 se dedicó principalmente a dirigir orquestas. De 1965 a 1967 dirigió la Orquesta Sinfónica de Xalapa. De 1967 a 1971 fue director del Conservatorio Nacional de Música, institución dependiente de la Subdirección General de Educación Artística del Instituto Nacional de Bellas Artes (INBA). En 1971 fue nombrado jefe del Departamento de Música (hoy Coordinación Nacional de Música y Ópera) del Instituto Nacional de Bellas Artes
Ocupó el cargo de subdirector de la Orquesta Sinfónica Nacional y posteriormente el de director artístico.
Para finales del siglo XX volvió a tener a su cargo la Sinfónica de Xalapa, sumando en total más de 20 años como titular de dicha agrupación.
Del 2008 al 2015 estuvo por segunda ocasión al frente de la Orquesta Sinfónica y de la cátedra de dirección orquestal del Conservatorio Nacional de Música.
En México fue director huésped, entre otras, de las orquestas Sinfónica Nacional, Sinfónica Carlos Chávez, Filarmónica de la Ciudad de México,  de Cámara de Bellas Artes, Sinfónica de Guanajuato, Filarmónica de la UNAM, Filarmónica de Jalisco, del Teatro de Bellas Artes, Sinfónica de Aguascalientes, y la Camerata de Coahuila, y en el extranjero dirigió a la Sinfónica de Praga (FOK), de la Radio de Pilsen, de la Radio de Praga, de la Radio de Roma (RAI), Sinfónica de Guatemala, Sinfónica de La Habana, Municipal de Caracas, de la Universidad de Bahía, Filarmónica de Cracovia, Filarmónica de Silesia (Katowice) y Filarmónica de Rzeszow (ambas en Polonia), y Sinfónica del Principado de Asturias (Oviedo, Gijón y Avilés), entre otras.
Fue creador del Festival Junio Musical (1995), dirigió más de 900 conciertos como director titular y huésped, más de 50 funciones de ballet y ópera, y como pianista llevó a cabo más de 30 recitales en donde realizó estrenos en México y mundiales de las obras La canción de la tierra de Mahler,Pelléas et Mélisande y Gurrelieder de Schönberg, Salome de Strauss, Tercera sinfonía de Lutosławski,Introducción y Passacaglia de Penderecki (en República Checa), Primera sinfonía de Martinů (en Oviedo, España), Prometeo de Scriabin, Don Quijote de Massenet (en la inauguración del I Festival Internacional Cervantino) y Danzón No. 2 de Márquez, así como composiciones de Mario Lavista, Ana Lara, Federico Ibarra, Armando Luna Ponce y muchos más.
Su nombre ha sido incluido en publicaciones y diccionarios como la Enciclopedia de México; el Diccionario de Música Dutton del siglo XX, editado en Nueva York; la VI Edición del Baker Diccionario Biográfico de Músicos, editado en Illinois; el XIX Volumen de Compositores Americanos, de la Organización de la Estados Americanos OEA, en Washington D. C., y en la Enciclopedia de Música Moderna Hausberger: Hans Ulrich Schumann de Detlef Gojowy, editada en Alemania.
Ha recibido importantes condecoraciones, como la Orden al Mérito de la República Italiana y también la Orden al Mérito de Polonia; la Medalla Mozart en Grado de Excelencia, entregada en la Embajada de Austria, así como la Medalla Eduardo Mata, entre otras. 
En octubre de 2015, recibió la Medalla ¨Bellas Artes¨ distinción otorgada por el INBA.
Antes de su muerte encabezó el "Proyecto Revueltas" el cual a través de su orquesta y demás ensambles constituye un medio dedicado a la difusión de jóvenes propuestas artísticas.
Francisco Savín falleció el 26 de enero de 2018 en la Ciudad de México.

## Composiciones
- Quasar I para órgano electrónico y percusión (09:47 min) (1970)[5]

## Discografía
- Sinfonía n.º 8. Gustav Mahler/Orquesta Sinfónica de Xalapa/ Francisco Savín, director.[6]